# Municipios de Liechtenstein
El Principado de Liechtenstein está dividido en once municipios (en alemán: Gemeinden - en singular Gemeinde), de los cuales varios consisten en un solo pueblo. Cinco de los gemeiden están en el distrito electoral de Unterland, y los otros 6 se encuentran en el distrito electoral de Oberland.

## Municipios
| Escudo                          | Código postal y nombre | Población (31 de dic. de 2014) | Territorio (km²) | Pueblos/ciudades                                                                 |
| ------------------------------- | ---------------------- | ------------------------------ | ---------------- | -------------------------------------------------------------------------------- |
| Distrito electoral de Unterland |                        |                                |                  |                                                                                  |
| Ruggell                         | 9491 Ruggell           | 2,146                          | 7.4              | Ruggell                                                                          |
| Schellenberg                    | 9488 Schellenberg      | 1,053                          | 3.5              | Schellenberg Hinterschellenberg                                                  |
| Gamprin                         | 9487 Gamprin           | 1,657                          | 6.1              | Gamprin Bendern                                                                  |
| Eschen                          | 9492 Eschen            | 4,313                          | 10.3             | Eschen Nendeln                                                                   |
| Mauren                          | 9493 Mauren            | 4,189                          | 7.5              | Mauren Schaanwald                                                                |
| Distrito electoral de Oberland  |                        |                                |                  |                                                                                  |
| Schaan                          | 9494 Schaan            | 5,963                          | 26.8             | Schaan                                                                           |
| Planken                         | 9498 Planken           | 424                            | 5.3              | Planken                                                                          |
| Vaduz                           | 9490 Vaduz             | 5,425                          | 17.3             | Vaduz Ebenholz, Mühleholz                                                        |
| Triesenberg                     | 9497 Triesenberg       | 2,604                          | 29.8             | Triesenberg Gaflei, Malbun, Masescha, Rotenboden, Silum, Steg, Sücka, Wangerberg |
| Triesen                         | 9495 Triesen           | 5,009                          | 26.4             | Triesen Lawena, Valüna                                                           |
| Balzers                         | 9496 Balzers           | 4,587                          | 19.6             | Balzers Mäls                                                                     |
| Liechtenstein                   | Liechtenstein          | 37,370                         | 160.0            |                                                                                  |

## Enclaves y exclaves
Los municipios de Liechtenstein, los Gemeinden, exhiben formas complejas, a pesar de su pequeño tamaño.
Siete de los Gemeinden tienen uno o más exclaves, además del territorio principal:
- Balzers: 2 exclaves
- Eschen: 1 exclave
- Gamprin: 1 exclave
- Planken: 4 exclaves, de los cuales 1 es un enclave
- Schaan: 4 exclaves, de los cuales 1 es un enclave.
- Triesenberg: 1 exclave
- Vaduz: 6 exclaves, de los cuales 2 son un enclave